# نامه‌های خارجی محمود احمدی‌نژاد

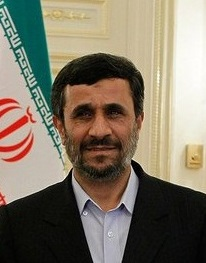
نگاره‌ای از محمود احمدی‌نژاد - ۱۳۸۹

محمود احمدی‌نژاد، علاوه بر نامه‌های رسمی یا پیام‌های تبریک و تسلیت که در مناسبات رایج دیپلماتیک بعنوان رئیس‌جمهور ایران برای سران کشورها یا مجامع عمومی یا بین‌المللی می‌فرستد، تاکنون چندین نامه ابتکاری خارج از عرف سیاسی نیز به سران بعضی از کشورهای جهان نوشته‌است که اگرچه متن و عنوان آنها در «سایت رسمی ریاست جمهوری» ثبت نشده‌است اما با توجه به پوشش خبری گسترده داخلی و خارجی و تأیید و پشتیبانی دولت و نظام جمهوری اسلامی ایران از این نامه‌ها، می‌توان آنها را نیز در شمار نامه‌های رسمی ریاست جمهوری ایران آورد.
او اولین نامه، ازاین سری، را در اردیبهشت ماه سال ۸۵ شمسی به جورج بوش رئیس‌جمهور آمریکا نوشت و با ارسال نامه به آنگلا مرکل، ژاک شیراک، رومانو پرودی و پاپ بندیکت شانزدهم تا آذرماه سال ۸۵ ادامه یافت. احمدی‌نژاد همچنین در چهارمین نشست خود با خبرنگاران در دوره ریاست جمهوری‌اش در آبان ماه ۸۵ اعلام کرد که بزودی پیامی خطاب به ملت آمریکا خواهد فرستاد. در مورد محتوای این پیام توضیحی نداد اما ملت آمریکا را مردمی خواند که تحت فشار قرار دارند و از حکومت خود ناراضی‌اند و گفت ارسال پیام برای آمریکاییان را به درخواست خود آنان انجام می‌دهد.
احمدی‌نژاد قبل از اولین نامه اعلام کرده بود که در نظر دارد در آن سال که توسط خامنه‌ای به «سال پیامبر اسلام» نامگذاری شده بود، نامه‌هایی را برای رهبران برخی کشورها بفرستد.
برخی، نامه‌نگاری به رهبران جهان را ایده سعید جلیلی، دبیر کنونی شورای عالی امنیت ملی می‌دانند او مدرس واحد درسی «دیپلماسی پیامبر» در دانشگاه امام صادق است و به‌نظر می‌رسد نامه به ژاک شیراک، رئیس‌جمهور سابق فرانسه، را نیز او به کاخ الیزه رسانده‌است. برخی نیز مجتبی ثمره هاشمی مشاور و دوست نزدیک احمدی‌نژاد را بانی این ابتکار دانسته‌اند.

## نامه به جرج بوش
محمود احمدی‌نژاد در فرودگاه مهرآباد در حالی که تهران را به مقصد اندونزی برای شرکت در نشست گروه هشت کشورهای اسلامی ترک می‌کرد خبر داد که نامه‌ای برای جرج بوش ارسال نموده‌است که حاوی نقطه نظرات ملت ایران و پیشنهادهایی برای حل مشکلات میان دو کشور است. این نامه توسط سفارت سوییس در ایران که حافظ منافع ایالات متحده آمریکا در ایران است ارسال گردید.
وزارت امور خارجه آمریکا در اولین واکنش به نامه محمود احمدی‌نژاد، آن را «تلاشی ضعیف» برای گفتگو با مردم آمریکا خواند. اما نامه «هجده صفحه‌ای» وی با استقبال سرد مقامات آمریکایی همراه بود و آن را نامه‌ای حاوی موعظه بر اساس آموزه‌های اسلامی دانستند و بر خلاف انتظار آنان، این نامه هیچ فکر جدیدی برای حل بحران هسته‌ای ایران در برنداشت. نامه احمدی‌نژاد بیشتر، یک اقدامی ایدئولوژیک برای اثبات درستی دیدگاه‌های جمهوری اسلامی تلقی شد تا ابتکاری جدید برای بر طرف کردن اختلافات عمیق بین ایران و ایالات متحده آمریکا. احمدی‌نژاد درین نامه ضمن بررسی وضعیت موجود درجهان، با اشاره به هولوکاست و مسئله اسراییل بنوعی به محکوم کردن سیاست خارجی آمریکا می‌پردازد. احمدی‌نژاد می‌گوید:
سیاست‌های آمریکا مسئول ریخته شدن خون بی گناهان در سراسر جهان است.
رئیس‌جمهور ایران به‌طور کلی به پرزیدنت جرج بوش نصیحت می‌کند که بهتر است که راه انبیا را برگزیند. محموداحمدی‌نژاد در بخش پایانی این نامه می‌نویسد که «نظام دموکراسی غربی و لیبرالیسم نتوانسته خواسته‌های بشریت را برآورده کند و و صدای شکستن آن بگوش می‌رسد». مقامات کاخ سفید نامه رئیس‌جمهور ایران را حاوی مطالب «گسترده و تاریخی» نامیدند که به مناقشه میان دو کشور ارتباط مستقیم ندارد. گرچه نامه احمدی‌نژاد دربارهٔ ناکامی جهانی دربارهٔ حقوق بشر، تروریست، تهاجم فرهنگی و ناراحتی مردم جهان از تمرکز قدرت در بعضی کشورها و دیگر مشکلات مردم جهان و بخصوص فلسطینیان اشاره می‌کند اما آمریکا در اولین واکنش خود گفته‌است که «این نامه به نگرانی‌های جامعه جهانی توجهی ندارد» و بگفته برخی مقامات کاخ سفید «این نامه مطالب مهمی نظیر مسئله اتمی، تروریسم و حقوق بشر را در برنداشت» که به‌نظر می‌آید اشاره به نگرانی پاره‌ای از کشورها از جمله آمریکا نسبت به مسئله هسته‌ای و حقوق بشر در ایران داشت و نامه وی را حاوی پیام یا پیشنهاد مشخص سیاسی درین باره ندیدند. گرچه برخی مطبوعات آمریکایی آن را نشانه تمایل مقام‌های رسمی ایران به مذاکره مستقیم با آمریکا دانستند.
احمد جنتی، دبیر شورای نگهبان و از روحانیون پرنفوذ در طیف تندرو جناح محافظه کار، در خطابه نماز جمعه تهران، نامه محمود احمدی‌نژاد به جورج بوش، رئیس‌جمهوری آمریکا را «عملی فوق‌العاده» و از «الهامات خدا» خواند. و بعضی از مطبوعات محافظه کار در ایران نوشتند که نامه رئیس‌جمهوری ایران در ادامه سنت محمد پیامبر مسلمانان است که در زمان خود با نوشتن نامه‌هایی به رهبران وقت جهان و از جمله به پادشاه ایران آنان را دعوت کرد که به راه راست بیایند. برخی آن را با نامه خمینی به گورباچف که در آن فروپاشی شوروی را پیش بینی کرده بود، مقایسه کردند. از سوی دیگر این پرسش نیز مطرح شد که احمدی‌نژاد به پشتوانه کدام توانایی اقتصادی، سیاسی و حتی معنوی آمریکا و غرب را به چالش می‌کشد و نظام دموکراسی را شکست خورده می‌داند.».
بهر حال کاخ سفید در موضعی رسمی اعلام کرد که به نامه احمدی‌نژاد جوابی داده نمی‌شود. بی اعتنایی دولت آمریکا در پاسخ به نامه محمود احمدی‌نژاد باعث شد که وی در مصاحبه‌های مختلف، از آن به عنوان «بی اعتنایی رئیس‌جمهور آمریکا به نداهای صلح جویان جهان» یاد کند.
اگرچه نامه‌های وی، هیچ پاسخ رسمی را از گیرنده به همراه نداشته‌است اما وی مصرانه اعلام کرد که نگارش نامه به سران کشورهای جهان را در دستور کار خود دارد و ادامه می‌دهد.

## نامه به سارکوزی
پس از یک وقفه یکساله در ارسال نامه‌ها، در آبان ماه ۱۳۸۶ (نوامبر ۲۰۰۷) خبر ارسال نامه به نیکلای سارکوزی رئیس‌جمهور اخیر فرانسه از سوی روزنامه لوموند به نقل از سخنگوی الیزه منتشر شد. این دومین نامه رئیس‌جمهوری ایران به کاخ الیزه بود، نامه قبلی برای ژاک شیراک ارسال شده بود.
لوموند گزارش داد که به گفته منابع دیپلماتیک لحن نامه بسیار زننده بوده‌است وتهدیدهای علنی در محتوای آن وجودداشته است. لوموند مدعی شد احمدی‌نژاد در این نامه سارکوزی را «فردی جوان و بی تجربه» خطاب کرده و توصیه‌هایی به وی کرده، از او خواسته‌است «روابط دو کشور را ازبین نبرد» اما ثمره هاشمی مشاور ارشد رئیس‌جمهور، خبر لوموند دربارهٔ محتوای نامه احمدی‌نژاد به سارکوزی را تحریف شده دانست و تأکید کرد: در این نامه با اشاره به سوابق روابط ایران و فرانسه و تشریح وضعیت موجود، به افق آینده روابط دو کشور نیز اشاره شده‌است. احمدی‌نژاد در واکنش به این مطالب گفت که «نامه به سارکوزی شدیداللحن یا مربوط به مسئله هسته‌ای نبوده‌است».

## نامه به صدر اعظم آلمان، رئیس‌جمهور فرانسه و پاپ بندیکت شانزدهم
سه نامه بعدی محمود احمدی‌نژاد، به انگلا مرکل، صدراعظم آلمان، پاپ بندیکت، رهبر کاتولیک‌های جهان و نیکلا سارکوزی رئیس‌جمهور فرانسه نوشته شد که در حقیقت تکرار مفاهیمی بود که در اولین نامه وی نیز بدان‌ها پرداخته شده بود. لازم است ذکر شود که هر سه نامه احمدی‌نژاد بدون جواب ماند.

## نامه به باراک اوباما
پس از پیروزی اوباما در انتخابات ریاست جمهوری آمریکا، احمدی‌نژاد پیام تبریکی برای وی فرستاد که حاوی غلط‌های نگارشی و املایی بوده‌است. وزارت امور خارجه نامه مذکور را پیش از ارسال کنترل و غلط‌ها را اصلاح می‌کند و برای امضای مجدد به ریاست جمهوری ارسال می‌کند اما احمدی‌نژاد از امضای آن سرباز زده و می‌گوید (نقل قریب به مضمون از احمدی‌نژاد توسط هاشمی ثمره مشاور ارشد وی):
نامه قبلی را با «حالی» امضا کردم که این «حال» دیگر تکرار نمی‌شود. همان را بفرستید.

## نامه‌های دیگر
محمود احمدی‌نژاد، رئیس‌جمهوری اسلامی ایران در وبلاگ شخصی خود به نام یادداشتهای شخصی احمدی‌نژاد به آنچه نامه یک مادر آمریکایی خوانده شده، پاسخ داد. به‌نظر می‌رسد این تنها نامه‌ای است که اگرچه غیررسمی و خطاب به شخصی نامعلومی نوشته و فرستاده شده، اما برخلاف نامه‌های بالا، متن کامل آن، جزو نامه‌های رسمی در سایت ریاست جمهوری ثبت شده‌است احمدی‌نژاد در این متن در پاسخ به بخشی از نامه این «مادر آمریکایی» که از احتمال حمله ایران به آمریکا ابراز نگرانی کرده‌است، با تأکید بر اینکه «تاکنون تعداد زیادی از این نوع پیام را دریافت کرده‌ام» ضمن انتقاد از سیاست‌های آمریکا و اشاره به زورگویی‌ها و زیاده‌خواهی‌های اسراییل و آمریکا، به وی اطمینان می‌دهد که ایران آغازگر هیچ جنگی نخواهد بود.
محمود احمدی‌نژاد در تاریخ ۱۸ مرداد ۱۳۹۵ به رئیس‌جمهور وقت آمریکا، باراک اوباما، بدون هماهنگی با ارگان‌های مربوطه (وزارت امور خارجه و شورای عالی امنیت ملی) نامه نوشت. بر اساس گزارش این نامه در دو صفحه تهیه شده‌است و با سربرگ رسمی دفتر رئیس‌جمهور دوره نهم و دهم، یک روز پس از تاریخ امضای آن ۱۷ مرداد ۱۳۹۵ به دفتر حافظ منافع ایالات متحده آمریکا در سفارت سوییس در تهران تحویل شده‌است. محمود احمدی‌نژاد در این نامه از باراک اوباما خواسته‌است حکم توقیف دو میلیارد دلار امول ایران را که تیرماه امسال توسط دیوان عالی آمریکا صادر شده‌است، ابطال کند. این نامه به زبان فارسی تهیه شده‌است و با عنوان «خادم ملت ایران محمود احمدی‌نژاد» امضا شده‌است.